# Décembre 1833
Cette page présente les faits marquants du mois de décembre 1833.

## Événements
- 1er décembre, France : dans L'Europe littéraire, Victor Hugo publie un texte sur Ymbert Galloix. Ymbert Galloix était venu de Genève à Paris en 1827. Il avait cherché des appuis auprès des gens de lettres connus, mais il était mort, tuberculeux, misérable et dégoûté, en octobre 1828.

- 5 décembre, France : travaillant toujours au livret de La Esméralda, Victor Hugo envoie à Louise Bertin la Chanson de Quasimodo.

- 10 décembre, France : ordonnance sur les haras.

- 11 décembre, France : procès des 27 (dont Raspail) de la « Société des Droits de l'Homme ».

- 21 décembre, France : acquittement des 27.

- 23 décembre, France :
  - arrivée d'Égypte de l'obélisque de Louxor. Il est érigé le 25 octobre 1836;
  - ouverture de la session parlementaire de 1834.

## Naissances
- 11 décembre : François Folie (mort en 1905), astronome belge.
- 16 décembre : Károly Lotz, peintre germano-hongrois († 13 octobre 1904).
- 23 décembre : Caroline M. Nichols Churchill, militante féministe américaine

## Décès
- 4 décembre : William Danby (° 1752), écrivain anglais
- 22 décembre : Henry Parkyns Hoppner (né en 1795), explorateur, peintre et officier de la Royal Navy.